# Associazione Sportiva Reggina 1982-1983
Questa pagina raccoglie i dati riguardanti l'Associazione Sportiva Reggina nella stagione 1982-1983.

## Stagione
La squadra, allenata inizialmente da Franco Scoglio ed in seguito (dal febbraio 1983) da Rosario Sbano, ha concluso il girone B della Serie C1 1982-1983 al sedicesimo posto, a pari punti con Livorno, Ternana e Siena. In virtù della peggiore classifica avulsa, la Reggina retrocede in Serie C2 1983-1984.
Al termine della stagione il presidente Ugo Ascioti lascia la carica; a lui succede Diego Nava.

## Rosa
| N. |                   | Ruolo | Calciatore          |
| -- | ----------------- | ----- | ------------------- |
| -  | Italia (bandiera) | P     | Antonio Vettore     |
| -  | Italia (bandiera) | P     | Biagio Scognamiglio |
| -  | Italia (bandiera) | D     | Giampiero Rocco     |
| -  | Italia (bandiera) | C     | Rocco Cotroneo      |
| -  | Italia (bandiera) | C     | Giovanni Invernizzi |
| -  | Italia (bandiera) | A     | Mauro Vittiglio     |
| -  | Italia (bandiera) | C     | Giuseppe De Biase   |
| -  | Italia (bandiera) | C     | Fabrizio Spagnuolo  |
| -  | Italia (bandiera) | D     | Giuseppe Geria      |
| -  | Italia (bandiera) | D     | Paolo Saviano       |

| N. |                   | Ruolo | Calciatore              |
| -- | ----------------- | ----- | ----------------------- |
| -  | Italia (bandiera) | C-A   | Pasquale Babuscia       |
| -  | Italia (bandiera) | A     | Nicola Coppola          |
| -  | Italia (bandiera) | C     | Ettore Donati           |
| -  | Italia (bandiera) | D     | Maurizio Re             |
| -  | Italia (bandiera) | C     | Arcangelo Sciannimanico |
| -  | Italia (bandiera) | A     | Sauro Segoni            |
| -  | Italia (bandiera) | A     | Mauro Corrieri          |
| -  | Italia (bandiera) | C     | Marcello Grandi         |
| -  | Italia (bandiera) | D     | Paolo De Giovanni       |
| -  | Italia (bandiera) | D     | Alessandro Ardimanni    |

## Risultati

### Campionato

#### Girone di andata
| 19 settembre 1982 1ª giornata | Reggina | 0 – 1 | Salernitana |  |

| 26 settembre 1982 2ª giornata | Nocerina | 0 – 2 | Reggina |  |

| 3 ottobre 1982 3ª giornata | Reggina | 1 – 0 | Rende |  |

| 10 ottobre 1982 4ª giornata | Taranto | 0 – 0 | Reggina |  |

| 17 ottobre 1982 5ª giornata | Reggina | 1 – 0 | Livorno |  |

| 24 ottobre 1982 6ª giornata | Pescara | 0 – 1 | Reggina |  |

| 31 ottobre 1982 7ª giornata | Reggina | 0 – 0 | Benevento |  |

| 7 novembre 1982 8ª giornata | Ternana | 0 – 0 | Reggina |  |

| 14 novembre 1982 9ª giornata | Reggina | 1 – 1 | Siena |  |

| 21 novembre 1982 10ª giornata | Paganese | 2 – 1 | Reggina |  |

| 28 novembre 1982 11ª giornata | Reggina | 2 – 1 | Casertana |  |

| 5 dicembre 1982 12ª giornata | Cosenza | 2 – 0 | Reggina |  |

| 12 dicembre 1982 13ª giornata | Reggina | 2 – 0 | Barletta |  |

| 14 dicembre 1982 14ª giornata | Campania | 1 – 0 | Reggina |  |

| 9 gennaio 1983 15ª giornata | Reggina | 1 – 0 | Anconitana |  |

| 16 gennaio 1983 16ª giornata | Empoli | 1 – 0 | Reggina |  |

| 23 gennaio 1983 17ª giornata | Reggina | 2 – 0 | Virtus Casarano |  |

#### Girone di ritorno
| 30 gennaio 1983 18ª giornata | Salernitana | 0 – 0 | Reggina |  |

| 6 febbraio 1983 19ª giornata | Reggina | 2 – 1 | Nocerina |  |

| 13 febbraio 1983 20ª giornata | Rende | 1 – 0 | Reggina |  |

| 20 febbraio 1983 21ª giornata | Reggina | 0 – 2 | Taranto |  |

| 27 febbraio 1983 22ª giornata | Livorno | 1 – 0 | Reggina |  |

| 6 marzo 1983 23ª giornata | Reggina | 0 – 0 | Pescara |  |

| 13 marzo 1983 24ª giornata | Benevento | 1 – 1 | Reggina |  |

| 20 marzo 1983 25ª giornata | Reggina | 0 – 0 | Ternana |  |

| 2 aprile 1983 26ª giornata | Siena | 2 – 0 | Reggina |  |

| 10 aprile 1983 27ª giornata | Reggina | 0 – 1 | Paganese |  |

| 17 aprile 1983 28ª giornata | Casertana | 1 – 1 | Reggina |  |

| 1º maggio 1983 29ª giornata | Reggina | 0 – 0 | Cosenza |  |

| 8 maggio 1983 30ª giornata | Barletta | 1 – 1 | Reggina |  |

| 15 maggio 1983 31ª giornata | Reggina | 1 – 1 | Campania |  |

| 22 maggio 1983 32ª giornata | Anconitana | 2 – 1 | Reggina |  |

| 29 maggio 1983 33ª giornata | Reggina | 0 – 2 | Empoli |  |

| 5 giugno 1983 34ª giornata | Virtus Casarano | 2 – 0 | Reggina |  |

## Piazzamenti
- Serie C1: 16º posto. Retrocessa in Serie C2.